# Dusun (langue)
 (septembre 2024).
La mise en forme du texte ne suit pas les recommandations de Wikipédia : il faut le « wikifier ».
Les points d'amélioration suivants sont les cas les plus fréquents :
- Les titres sont pré-formatés par le logiciel. Ils ne sont ni en capitales, ni en gras.
- Le texte ne doit pas être écrit en capitales (les noms de famille non plus), ni en gras, ni en italique, ni en « petit »…
- Le gras n'est utilisé que pour surligner le titre de l'article dans l'introduction, une seule fois.
- L'italique est rarement utilisé : mots en langue étrangère, titres d'œuvres, noms de bateaux, etc.
- Les citations ne sont pas en italique mais en corps de texte normal. Elles sont entourées par des guillemets français : « et ».
- Les listes à puces sont à éviter, des paragraphes rédigés étant largement préférés. Les tableaux sont à réserver à la présentation de données structurées (résultats, etc.).
- Les appels de note de bas de page (petits chiffres en exposant, introduits par l'outil «  Source ») sont à placer entre la fin de phrase et le point final[comme ça].
- Les liens internes (vers d'autres articles de Wikipédia) sont à choisir avec parcimonie. Créez des liens vers des articles approfondissant le sujet. Les termes génériques sans rapport avec le sujet sont à éviter, ainsi que les répétitions de liens vers un même terme.
- Les liens externes sont à placer uniquement dans une section « Liens externes », à la fin de l'article. Ces liens sont à choisir avec parcimonie suivant les règles définies. Si un lien sert de source à l'article, son insertion dans le texte est à faire par les notes de bas de page.
- La présentation des références doit suivre les conventions bibliographiques. Il est recommandé d'utiliser les modèles {{Ouvrage}}, {{Chapitre}}, {{Article}}, {{Lien web}} et/ou {{Bibliographie}}. Le mode d'édition visuel peut mettre en forme automatiquement les références.
- Insérer une infobox (cadre d'informations à droite) n'est pas obligatoire pour parachever la mise en page.

Pour une aide détaillée, merci de consulter Aide:Wikification.
Si vous pensez que ces points ont été résolus, vous pouvez retirer ce bandeau et améliorer la mise en forme d'un autre article.

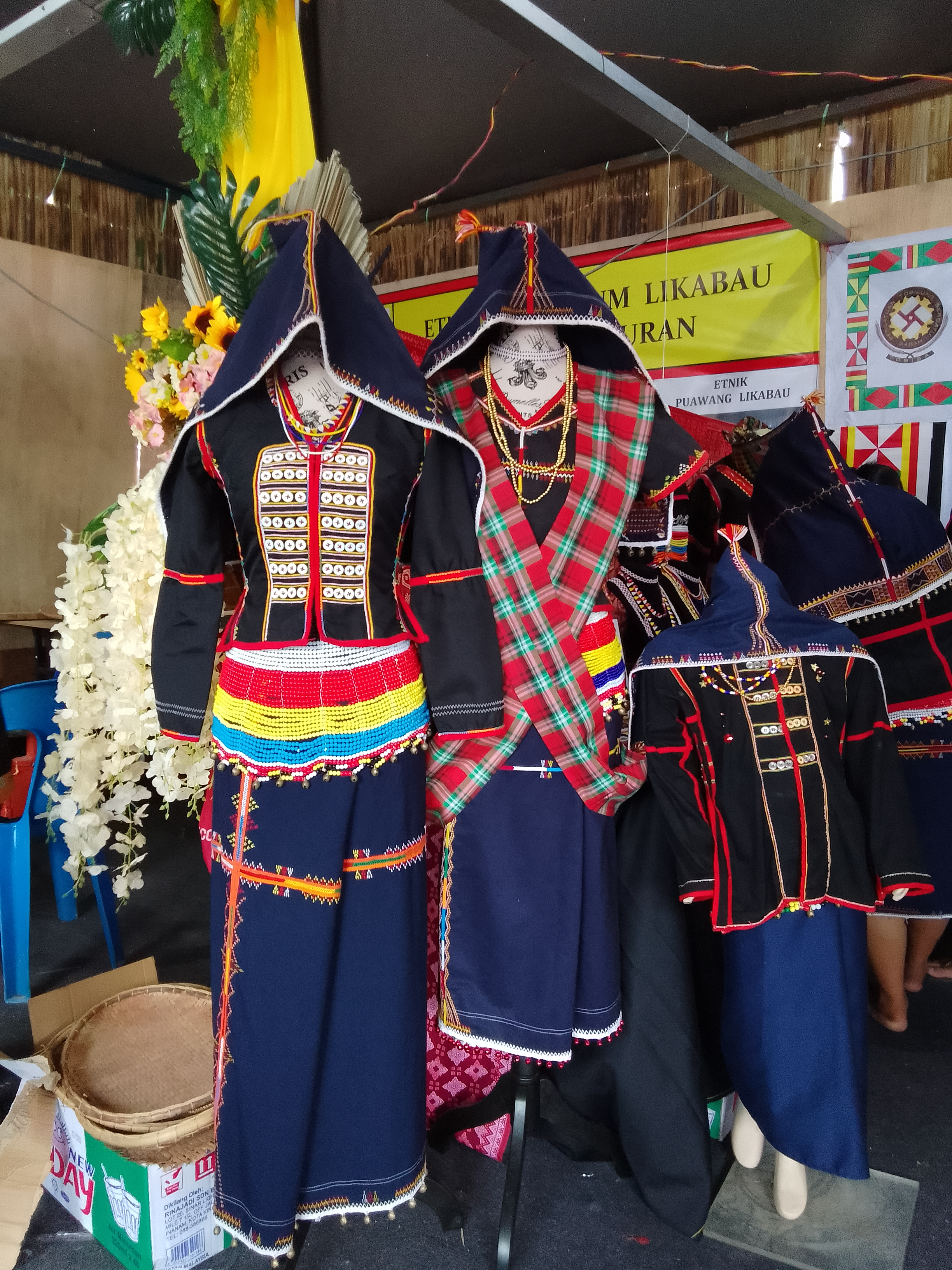
Vêtements traditionnels de la tribu Dusun Tobilung.

La langue Dusun est d'origine bisayique (c'est pourquoi les langues Dusun et Bisayique peuvent être regroupées en une seule famille de langues) mais partage également de nombreux mots similaires avec le Paitanic, mais le Paitanic et le Bisayic ne sont pas vraiment liés. Peut-être que les ancêtres du peuple Dusun étaient un groupe de personnes de langue bisayique qui ont émigré vers la région de Labuk-Sugut et ont interagi avec le peuple païtanique qui s'y était déjà installé. Ce peuple a conservé sa langue bisayique mais a également adopté de nombreux mots du peuple païtan. Au fil du temps, un groupe de leurs descendants s'est déplacé vers l'intérieur des terres jusqu'au cours moyen de la rivière Labuk et a fondé le village de Nunuk Ragang. À Nunuk Ragang, la langue proto-Dusun s'est développée mais s'est finalement divisée en plusieurs langues et dialectes à la suite de la migration.

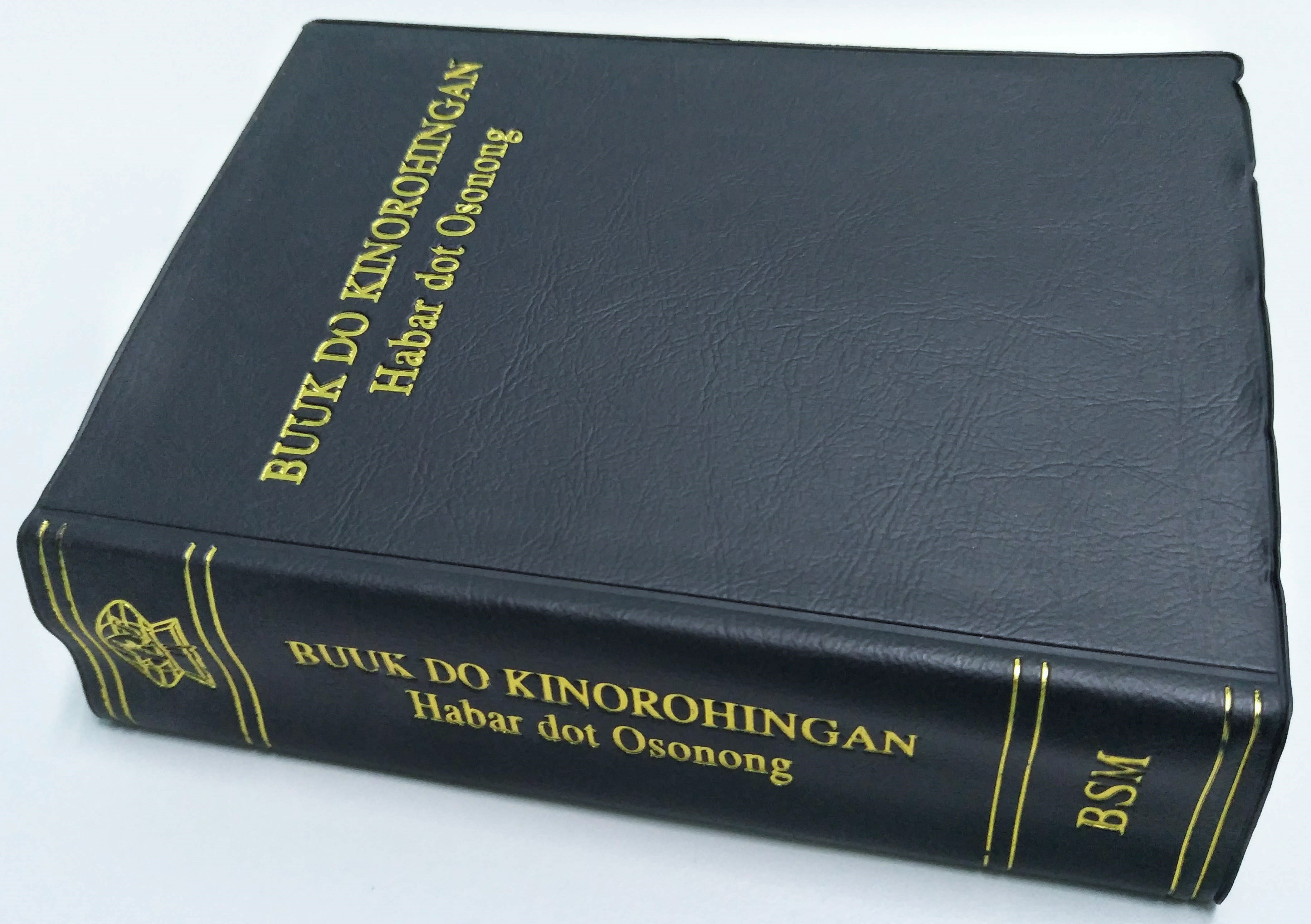
Bible en langue Dusun Kadazan.

## Division
En raison de la migration massive, qui s'est produite en plusieurs vagues, la langue Nunuk Ragang s'est désintégrée et s'est divisée en plusieurs langues qui peuvent être distinguées en 5 groupes principaux : le Dusun côtier, le Dusun du Nord, le Dusun du Nord, l'Ulu Sugut Dusun et le Dusun de l'Est.
De plus, ces groupes peuvent être classés en quatre types de dialectes :
1. /v/ et /z/ employant le lexique : Rungus, Kadazan (de manière extensive) et Minokok
2. /v/ et /ldz/ employant le lexique : Eastern Dusun
3. /w/ et /j/ employant le lexique : Ulu Sugut Dusun, Northern Dusun
4. 4/h/ et /y/ employant le lexique : Central Dusun

Développement de la langue Nunuk Ragang à travers la migration.
Le regroupement des langues Dusun ci-dessus est très important pour étudier les vagues de migration sortant de Nunuk Ragang. Quatre types de langues Dusun indiquent qu'il y a eu au moins quatre vagues de migration, chaque vague de migration apportant un nouveau développement de la langue Nunuk Ragang. Il semble impossible que toutes les langues Dusun se soient développées à Nunuk Ragang car les gens doivent être constamment en contact les uns avec les autres et doivent utiliser une seule langue pour une communication facile, ne laissant aucune chance à une nouvelle langue de se développer dans ces conditions. En revanche, la migration vers différents endroits a entraîné moins de contacts entre le peuple Nunuk Ragang en raison de l'éloignement géographique, ouvrant la voie au développement de nouvelles langues séparément. Pendant ce temps, la langue du Nunuk Ragang elle-même a également changé au fil du temps au sein du groupe de personnes restées dans la colonie de Nunuk Ragang.